# Винтериден
Винтериден (њем. Winterrieden) општина је у њемачкој савезној држави Баварска. Једно је од 52 општинска средишта округа Унтералгој. Према процјени из 2010. у општини је живјело 913 становника. Посједује регионалну шифру (AGS) 9778217.

## Географски и демографски подаци
Винтериден се налази у савезној држави Баварска у округу Унтералгој. Општина се налази на надморској висини од 575 метара. Површина општине износи 9,8 km². У самом мјесту је, према процјени из 2010. године, живјело 913 становника. Просјечна густина становништва износи 93 становника/km².